# Тейглах
Тейглах (їд. טייגלעך, טייגלאך) — борошняний кондитерський виріб у вигляді кульок тіста, зварених в цукрово-медовому сиропі. Страва єврейської кухні, східні солодощі.
Тейглах подають як закуску на свята Рош га-Шана, Сукот, Сімхат Тора і Пурим.

## Історія
Тейглах походить з часів римлян, які робили смужки смаженого в меду тіста, що називалися вермікулі. Італійські євреї перейняли цю страву у свою кухню, але вона поступово зникла в середньовіччі. У 12 столітті франко-німецькі рабини згадують, що на початку суботньої трапези їдять страву зі смажених або печених смужок тіста, залитих медом, яка називається вермесел або веримліш. Ця назва зазнала змін, у Східній Європі її стали називати гремсель (Gramsal), а потім хремсель (Harmsal). Тейглах в основному подають на Рош ха-Шана, оскільки в це свято заведено їсти солодкі або медові страви, що символізує приємний і благословенний перехід до нового року.
На Рош ха-Шана 5555 року ця страва викликала інтерес і розголос після публікації засновника Facebook Марка Цукерберга, який сказав, що його дружина приготувала тейглах на свято.

## Приготування
До складу тіста входять борошно, яйце, вершкове масло, цукор та сіль. Тісто розкочується в пласт і розділяється на кілька частин, які загортають у вигляді рулету. Отримані заготовки нарізають на більш дрібні й формують з них кульки.
Для сиропу використовуються мед, цукор, олію та корицю. Заготовки опускають в сироп і варять кілька хвилин. Потім їх викладають на деко, змащене маслом або жиром, і посипають корицею.
Залишки сиропу використовують для випікання пряників  леках.